# Plecotus teneriffae
Plecotus teneriffae är en fladdermusart som beskrevs av Barrett-Hamilton 1907. Plecotus teneriffae ingår i släktet Plecotus och familjen läderlappar. IUCN kategoriserar arten globalt som starkt hotad. Inga underarter finns listade i Catalogue of Life.
Arten lever på Kanarieöarna. Den observerades hittills på alla tillhörande större öar med undantag av La Gomera. Plecotus teneriffae vistas i regioner som ligger 100 till 2300 meter över havet. Fladdermusen observeras ofta i områden med träd och buskar men den hittas även i öppna landskap. Den vilar i grottor, bergssprickor och i övergivna byggnader men inte i trädens håligheter och inte heller i fågelholkar. Vid viloplatsen bildas flockar eller kolonier. De fångar olika insekter.